# Hård af Segerstad
Hård af Segerstad är en svensk adlig ätt.

## Historia
Det är en svensk frälsesläkt som härstammar från Småland. Den är känd sedan 1490 genom Olof Pedersson (troligen död 1501) till Böjeryd i Gryteryds socken, nuvarande Gislaveds kommun, Jönköpings län. 
Hans söner, väpnarna Peder Hård och Bengt Hård, vilka upptog släktnamnet efter moderns släkt, delade släkten i två grenar, Segerstads- respektive Torestorpsgrenarna. 
De båda ätterna Hårds äldsta kända stamfader på raka fädernet är en Erland Jönsson, som kallas Liljesparre på grund av det heraldiska vapen som han antas ha fört. Denne är emellertid endast känd genom genealogier från 1500-talet. En ättling till denne, Olof Pedersson (död 1501) förde en liljesparre i sitt vapen, och var gift med Gunnil Laurensdotter.
Släktnamnet Hård kommer från hustrun. Hennes far var Laurens Joansson Hård, och skrev sig till Kallset i Villstads socken. Denne förde en sparre i vapnet. Sonen Bengt blev stamfader för ätten Hård af Torestorp.
Dennes bror Peder Hård nämns 1501 i ett rättsmål angående bördsrätten till Landbotorp i Håksviks socken. Han var gift med Karin, en dotter till hövitsmannen Tord Björnsson (Store). Från deras äldste son, krigsöversten Lars Pedersson till Segerstad, härstammar alla medlemmar av ätten Hård af Segerstad.
Ätten Hård, bestående av båda grenarna, introducerades mellan 10 mars och 4 april 1625 i tredje klassen, svenneklassen, genom lottning under dåvarande nummer 26, nuvarande nummer 60. Vid introduktionen fick släkten, i riddarhusstamtavlorna, tillägget "af Segerstad", för att den skulle kunna särskiljas från en annan adelsätt med nummer 60, med samma namn och ursprung. Den senare kom därvid att benämnas Hård af Torestorp. De två släkternas stamfäder Peder Hård och Bengt Hård var bröder. Segerstadsgrenen uppflyttades den 4 oktober 1650 genom ett beslut (som senare skulle visa sig byggde på ett missförstånd) oriktigt i andra klassen, riddarklassen, under nuvarande nummer 17, varvid Torestorpsgrenen kvarblev under nuvarande nummer 60 A.
Generalmajoren av kavalleriet och kaptenlöjtnanten vid Livdrabantkåren, sedermera generalen av kavalleriet och riksrådet, Carl Gustaf Hård (1674–1774), upphöjdes i friherrlig värdighet den 10 september 1710 av Karl XII. Han introducerades 1719 med namnet Hård under nummer 121. Han upphöjdes vidare i grevlig värdighet den 14 juni 1731 i Stockholm av Fredrik I, och introducerades samma år den 19 juni med samma namn under nummer 78, varvid den friherrliga ätten utgick. Det nuvarande släktvapnet oxhuvudet uppträder gemensamt i de två grenarna först under senare delen av 1500-talet. Segerstad är ättens stamgård i Reftele socken.
Första yngre grenen överflyttade på 1870-talet till Finland och fortlever delvis där och i USA. Yngre linjen av tredje yngre grenen överflyttade på senare delen av 1800-talet till USA där den fortlever och medlemmarna skriver sig Hard.
En grevlig gren av släkten Hård utslocknade sannolikt under 1900-talets första hälft; möjligen kan den dock kvarleva i USA. Den siste manlige medlemmen utflyttade till USA 1895. Ett flertal försök har tidigare gjorts för att spåra honom, men inte gett några resultat.
Hård af Segerstad är en av Sveriges tio största adelssläkter, sett till antalet medlemmar av släkten. Den har även en släktförening grundad 1949.

## Vapenbeskrivning

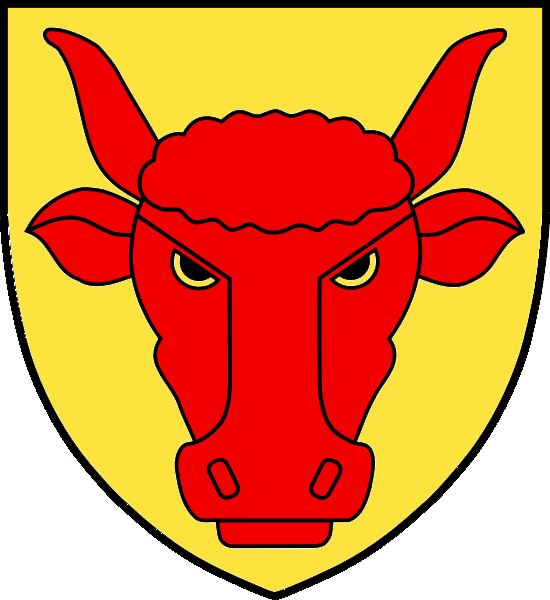
Sköldmärke.

Peder Hård upptog i likhet med sin bror namnet Hård. Han förde två korslagda färlor i skölden, vilket är slagvapen på skaft som användes till bestraffning i äldre tiders skolundervisning. Ättlingarna valde istället att föra ett oxhuvud som vapenbild vilket inte känt sen tidigare anor i släkten. En möjlighet kan vara att färlorna likt oxhuvudet valdes i egenskap av något hårt, för att anknyta till namnet. Vapnet är ett rött oxhuvud i gyllene fält med oxhuvudet i krona mellan vesselhornen i hjälmprydnaden. kronan är där eftersom medlemmarna ansågs vara riksrådsättlingar. Denna detalj hjälper också till att skilja vapnet från Hård af Torestorp som fick en brisyr i form av ett bitecken i form av en lilja (fransk lilja) mellan hornen på oxhuvudet, av samma anledning.

## Personer (i urval)

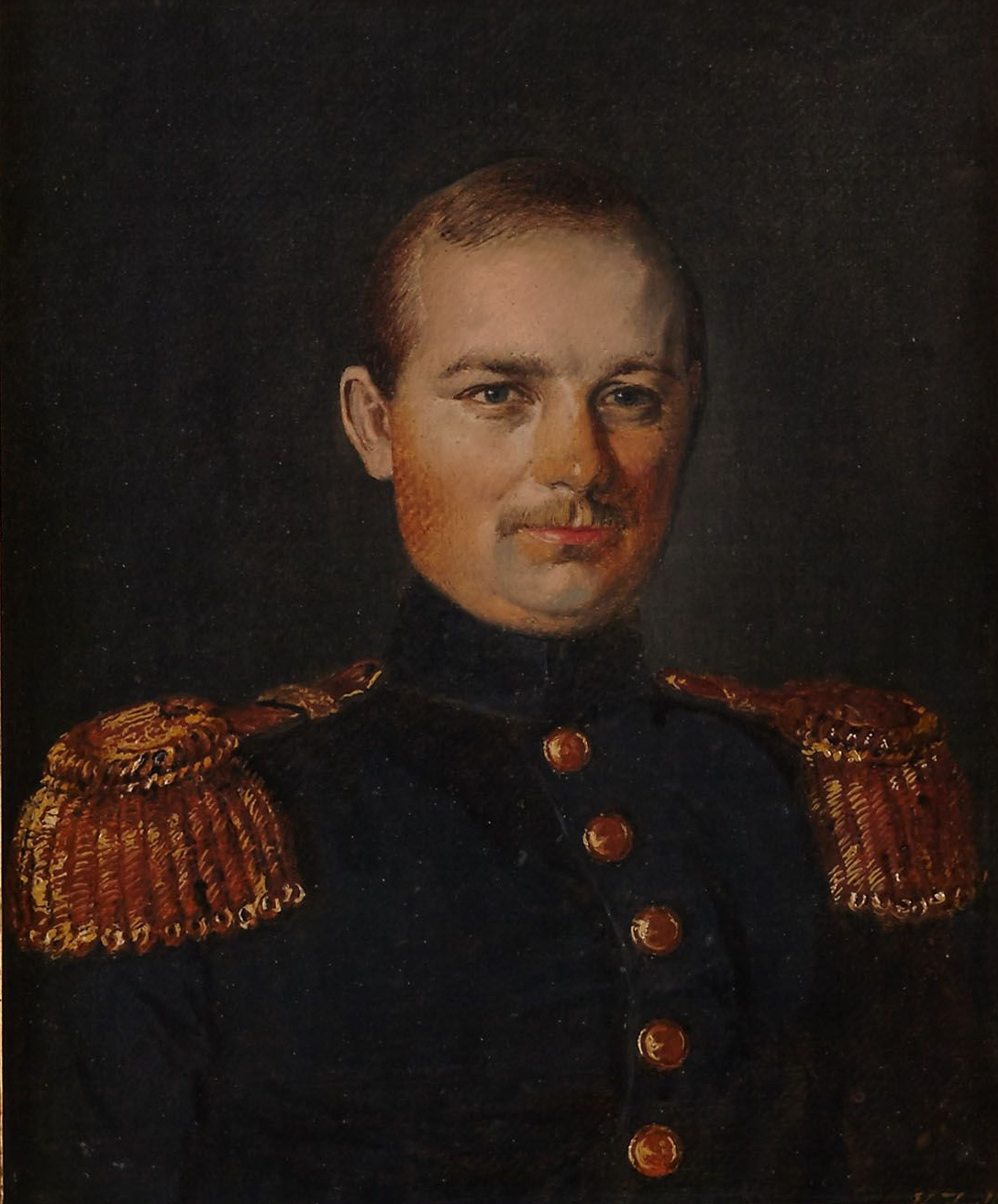
Mauritz Gustaf Wilhelm Hård af Segerstadt (1818–1905) iklädd uniform för en löjtnant vid Upplands regemente.

- Anna Hård af Segerstad (född 1977), politiker
- Anton Hård af Segerstad (född 1985), låtskrivare, artist, musikproducent
- Bertil Hård af Segerstad (1906–1981), militär
- Bertil Hård af Segerstad (tandläkare)
- Björn Hård af Segerstad (född 1954), musiker, rektor
- Calle Hård (född 1946), journalist och författare
- Carl Hård af Segerstad (1591–1653), militär och riksjägmästare
- Carl Alexander Hård af Segerstad (1768–1840), militär och konstvän
- Carl Carlsson Hård af Segerstad (1636–1704), militär och vice landshövding
- Carl Gustaf Hårdh (1674–1744), greve, general, riksråd
- Carl Gustaf Hård (1790–1841), greve, statsråd
- Carl-Gustaf Hård af Segerstad (1907–1982), ingenjör
- Fredrik Hård af Segerstad (1903–1984), militär
- Fredrik Hård af Segerstad (botaniker) (1887–1957), växtgeograf
- Gustaf Hård af Segerstad (1654–1714), hovstallmästare
- Göran Hård af Segerstad (född 1945), handbollsspelare
- Jacob Hård (född 1955), sportjournalist vid Sveriges television
- Jacob Hård af Segerstad (1851–1925), präst
- Johan Hård af Segerstad (död 1691), generallöjtnant
- Johan Ludvig Hård (1719–1798), greve, generallöjtnant
- Jonas Hård af Segerstad (född 1970), sjöofficer, författare av militärhistorisk facklitteratur
- Karl Hård af Segerstad (1873–1931), arkitekt
- Kerstin Hård af Segerstad (1873–1955), filolog
- Olof Hård af Segerstad
- Pia Hård af Segerstad
- Ulf Hård af Segerstad (1915–2006), skriftställare och konstkritiker

## Stamtavla över kända medlemmar
- Peder Hård, väpnare
  - Lars Pedersson (död 1563), krigsöverste
    - Olof Hård (1555–1630), ståthållare
      - Johan Hård af Segerstad (död 1645)
        - Erik Hård af Segerstad (1621–1692), överjägmästare
          - Gustaf Hård af Segerstad (1654–1714), kammarherre, hovstallmästare
            - Lennart Hård af Segerstad (1694–1768), kapten
              - Johan Gustaf Hård af Segerstad (1731–1780), löjtnant
                - Rolof Herman Hård af Segerstad (1780–1827), länsman
                  - Johan Hård af Segerstad (1820–1879), handelsman
                    - Fridolf Hård af Segerstad (1870–1936), stationsinspektor
                      - Carl-Gustaf Hård af Segerstad (1907–1982), direktör
                        - Anders Hård af Segerstad (född 1942), flygkapten
                          - Anna Hård af Segerstad (född 1977)

            - Axel Hård af Segerstad (1702–1750), fänrik
              - Nils Hård af Segerstad (1734–1791), ryttmästare
                - Gabriel Alexander Hård af Segerstad (1781–1855), löjtnant
                  - Adam Hård af Segerstad (1822–1897), agronom, Finland
                    - Karl Hård af Segerstad (1873–1931), stadsarkitekt, Finland
                      - Jan Hård af Segerstad (1903–2000), veterinär
                        - Calle Hård (född 1946), journalist och författare

        - Lars Hård af Segerstad (död 1691), ryttmästare
          - Lars Hård af Segerstad (död 1706), ryttmästare
            - Carl Gustaf Hård af Segerstad (1697–1753), kornett
              - Alexander Magnus Hård af Segerstad (1728–1786), stabskapten
                - Carl Alexander Hård af Segerstad (1768–1840), militär

          - Erik Hård af Segerstad (1663–1750), underlöjtnant 
            - Jakob Hård af Segerstad (1734–1782), löjtnant
              - Carl Vilhelm Hård af Segerstad (1767–1817), livmedikus
                - August Leopold Hård af Segerstad (1806–1871), fängelsedirektör
                  - August Hård af Segerstad (1834–1900), rådman
                    - Kerstin Hård af Segerstad (1873–1955), filolog

                  - Jakob Hård af Segerstad (1837–1901), bandirektör, gift med Fredrika Regina Hård af Segerstad (1842–1900)
                    - Carl Hård af Segerstad (1882–1927), kamrer
                      - Ulf Hård af Segerstad (1915–2006), professor
                        - Peder Hård af Segerstad (född 1943), docent och författare
                          - Jonas Hård af Segerstad (född 1970), sjöofficer, författare av militärhistorisk facklitteratur

                      - Karl Hård (1919–1980), major
                        - Jacob Hård (född 1955), sportjournalist

                      - Bengt Hård af Segerstad (1920–1987), brukstjänsteman
                        - Björn Hård af Segerstad (född 1954), rektor, musiker
                          - Anton Hård af Segerstad (född 1985), låtskrivare, artist, musikproducent

    - Erik Hård (1560–1645), häradshövding
      - Peder Hård af Segerstad (1588–1649), kammarherre
        - Johan Hård af Segerstad (1617–1691), generallöjtnant
          - Carl Gustaf Hårdh (1674–1744), greve, general, riksråd
            - Johan Ludvig Hård (1719–1798), greve, generallöjtnant
              - Carl Ludvig Hård, greve, generaladjutant
                - Carl Gustaf Hård (1790–1841), greve, statsråd
                  - Peggy Hård (1825–1894), kassör, kontorist